# 花门街道
花门街道是中华人民共和国湖南省邵陽市隆回县下辖的一个街道办事处。

## 行政区划
花门街道下辖以下村级行政区划单位：
大院里社区、和平社区、长岭社区、横江社区、茶山社区、新隆社区、天福村、花门村、铜盆江村、九龙村、七里村、铜江村、杨柳村、砚冲村、青花江村、兴华村、合龙村、芙蓉山村、石门村、老银村、勤进村、大塘坑村、排头村、迈迹塘村、花桥村、大为村、合井村、龙富村、文明村、麒麟村、双长村、太平洲村、托新村、八一村、兴隆村、曾家坳村。